# Monteviale
Monteviale är en ort och kommun i provinsen Vicenza i regionen Veneto i Italien. Kommunen hade 2 835 invånare (2018).